# Fife Ness
Fife Ness – przylądek w Szkocji, stanowiący najdalej na wschód wysunięty punkt półwyspu Fife.
Na północny wschód od przylądka rozciąga się skalista rafa North Carr, stanowiąca poważne zagrożenie dla żeglugi. Jej istnienie oznaczano latarniowcami do 1975, kiedy na Fife Ness wybudowano latarnię morską. Do 2012 na przylądku znajdowała się stacja straży przybrzeżnej.
W pobliży przylądka znajduje się Danes' Dyke (pisownia również Dane's Dyke lub Danes Dike), będąca pozostałością fortu wybudowanego przez wikingów podczas najazdu na Szkocję w 881 (lub 874 według innych źródeł). W Danes' Dyke miało zostać pozostawione ciało zamordowanego przez nich szkockiego króla Konstantyna.